# Danvers (Massachusetts)
Danvers è un comune degli Stati Uniti d'America, nella contea di Essex, Stato del Massachusetts, noto per essere stato la sede del processo alle streghe di Salem, tenutosi nel 1692.

## Geografia fisica
La città sorge nella contea di Essex, nel Massachusetts orientale, a breve distanza dalla costa atlantica. Confina a nord con Topsfield, a est con Wenham e Beverly, a sud-est con Salem, a sud con Peabody e a ovest con Middleton.

## Popolazione
La popolazione di Danvers ammontava nel 2005 a 26.045 persone. Gli abitanti sono in predominanza di etnia bianca, con una percentuale del 97,7% sul totale (dati del 2000), seguiti da un 1,1% di individui di origine asiatica, da uno 0,3% di afroamericani e da uno 0,1% di nativi americani.

## Storia

### La fondazione
I primi abitanti del territorio dove ora sorge Danvers furono i nativi Naumkeag, presenti fino all'arrivo dei coloni inglesi nel XVII secolo.
La fondazione dell'attuale città ebbe luogo nel 1636 per volontà delle autorità della vicina Salem, allo scopo di creare delle fattorie, che potessero fornire derrate alimentari alla città madre, che sorgeva su un terreno troppo poco produttivo per soddisfare i bisogni della propria popolazione.
All'epoca della sua nascita, dunque, Danvers era una piccola comunità di agricoltori sottoposta all'autorità di Salem: inizialmente fu chiamata semplicemente Salem Farms (fattorie di Salem), e in seguito Salem Village, per distinguerla dal capoluogo, chiamato Salem Town.

### Il processo alle streghe
Nel febbraio del 1692 alcune adolescenti locali furono dichiarate vittime del maleficio di una strega. Da maggio a ottobre furono istituiti dei processi per stregoneria per individuare i colpevoli. La loro sede inizialmente fu Salem Village, poi spostata a Salem Town.
I processi portarono all'arresto di circa 150 presunti colpevoli, diciannove dei quali furono condannati a morte e giustiziati sulla collina ora denominata witches' hill (collina delle streghe). La protesta di alcuni dei membri più autorevoli della chiesa puritana del Massachusetts spinse il governatore a sospenderli.

### La separazione da Salem Town
Lo sviluppo del village spinse progressivamente gli abitanti a chiedere maggiore autonomia dal Town e successivamente il riconoscimento definitivo dello status di città autonoma, ottenuto nel 1757, quando Danvers assunse l'attuale nome.